# Ghost in the Shell (película de 1995)
Ghost in the Shell (攻殻機動隊 Kōkaku Kidōtai?) es una película de anime japonesa de 1995 dirigida por Mamoru Oshii y producida por Production I.G, Bandai Visual, Kōdansha y Manga Entertainment, basada en el manga homónimo de Masamune Shirow. Fue estrenada en Japón el 18 de noviembre de 1995, convirtiéndose en uno de los productos cinematográficos cyberpunk más representativos y originales del género.
La película se desarrolla dentro de un universo cyberpunk, ubicado en un futuro próximo, y relata las aventuras de la Sección 9 en la búsqueda de un misterioso pirata informático, el Puppet Master ("Titiritero").

## Contexto
En el transcurso del año 2029, el planeta se recupera de una tercera guerra mundial nuclear. El plano geopolítico se ha transformado sustancialmente y una de las superpotencias más destacadas de esta nueva realidad es Japón. Una nueva guerra fría emerge, convirtiendo a la política internacional en una enrevesada lucha de intereses maquiavélicos, enfrentados a la delincuencia tecnológica y al terrorismo cibernético, trayendo como consecuencia que los delitos electrónicos sean un objetivo primordial para la seguridad internacional de todos los países.
La integración hombre-máquina ha sido posible gracias al avance vertiginoso de los adelantos tecnológicos, y se inicia la lenta aparición embrionaria de la poshumanidad. Los implantes y aparatos prostéticos son empleados recurrentemente, magnificando la potencialidad de los órganos y extremidades naturales de las personas: ojos, oídos, brazos, piernas, corazón, etcétera.
El personaje principal, Motoko Kusanagi, es una cíborg completa, a excepción de su cerebro y su médula. Este hecho es la causa por la que la película recibe el nombre, puesto que el ghost, la conciencia o espíritu del individuo original, es decir su alma, se encuentra dentro de esa estructura robótica o cuerpo artificial, que aunque es un simple instrumento de oscuros intereses, aún preserva su propia identidad o yo psicológico.

## Argumento
Motoko Kusanagi es la líder de asalto de la Sección 9, una organización japonesa especializada en antiterrorismo y delitos informáticos, liderada por Daisuke Aramaki. La Sección 9 recibe la misión de encontrar al Puppet Master ("Titiritero"), un hacker que entra en los cíborgs y los controla para hacer todo tipo de crímenes sin dejar huellas, entre ellos también asesinatos y terrorismo. Este hacker resulta ser tan bueno que consigue manipular la política eficazmente de esa manera, consiguiendo además eludir sin problemas a la Sección 9 cuando quiere atraparlo, logrando que sus víctimas no se acuerden de los crímenes que cometieron bajo su control después de dejarlos.
La Sección 6 también muestra interés en encontrarlo, mientras que Kusanagi se obsesiona al respecto, ya que también busca por sí misma una respuesta a la vida en su condición de cíborg, teniendo que estar expuesta a sus correspondientes limitaciones, las cuales el Puppet Master no tiene. También nota que alguien, que la entiende, la observa. 
Un día un cuerpo cíborg es capturado por la Sección 9, el cual fue creado por cuenta propia y que violó todos los mecanismos más altos de seguridad de la empresa fabricante para conseguirlo. Resulta ser el  Puppet Master, que quiere recibir asilo político en la Sección 9. Poco tiempo después es secuestrado por la Sección 6. Resulta que ese hacker es un programa de la Sección 6 diseñado para defender los intereses criminales de esa sección, que se ha vuelto consciente de sí mismo y que se ha rebelado contra sus creadores por lo que estuvo haciendo y para estar con Kusanagi, de la que se ha enamorado y a la que ha estado observando desde entonces. Para ello tomó el cuerpo cibernético mientras que la Sección 6 lo secuestró luego de la Sección 9 en un intento de evitar que hable y para recuperarlo para continuar con sus acciones sucias con él. 
Sin embargo el Puppet Master es rescatado por Kusanagi y Batou, su compañero de trabajo, y él revela todo a ellos. Además revela a Kusanagi que tienen mucho en común por tener las mismas limitaciones y preocupaciones y le propone que se fundan para crear así un nuevo ser viviente con cualidades de ambos para así reproducirse y morir, lo que los convertiría en seres vivientes completos. Kusanagi acepta su propuesta. Entonces la Sección 6 destruye al Puppet Master cuando se dan cuenta de que no pueden recuperarlo, destruyendo también a Kusanagi. 
Sin embargo la fusión de ambos se hizo antes en el cerebro de Kusanagi, que sigue intacto sin que nadie lo sepa. Así ella se convierte en un ser viviente nuevo, mientras que las actividades delictivas de la Sección 6 son destapadas parcialmente, lo que lleva a la caída de varios de sus miembros. Después Batou, que es el único que sabe lo ocurrido con Kusanagi, repara a su colega en su casa dándole para ello un nuevo cuerpo. Luego le informa lo que ha ocurrido en su ausencia, mientras que ella, informándole de lo que le ocurrió, se va de allí pensando qué va a hacer a partir de ahora con su nueva vida con el beneplácito suyo.

## Fuentes

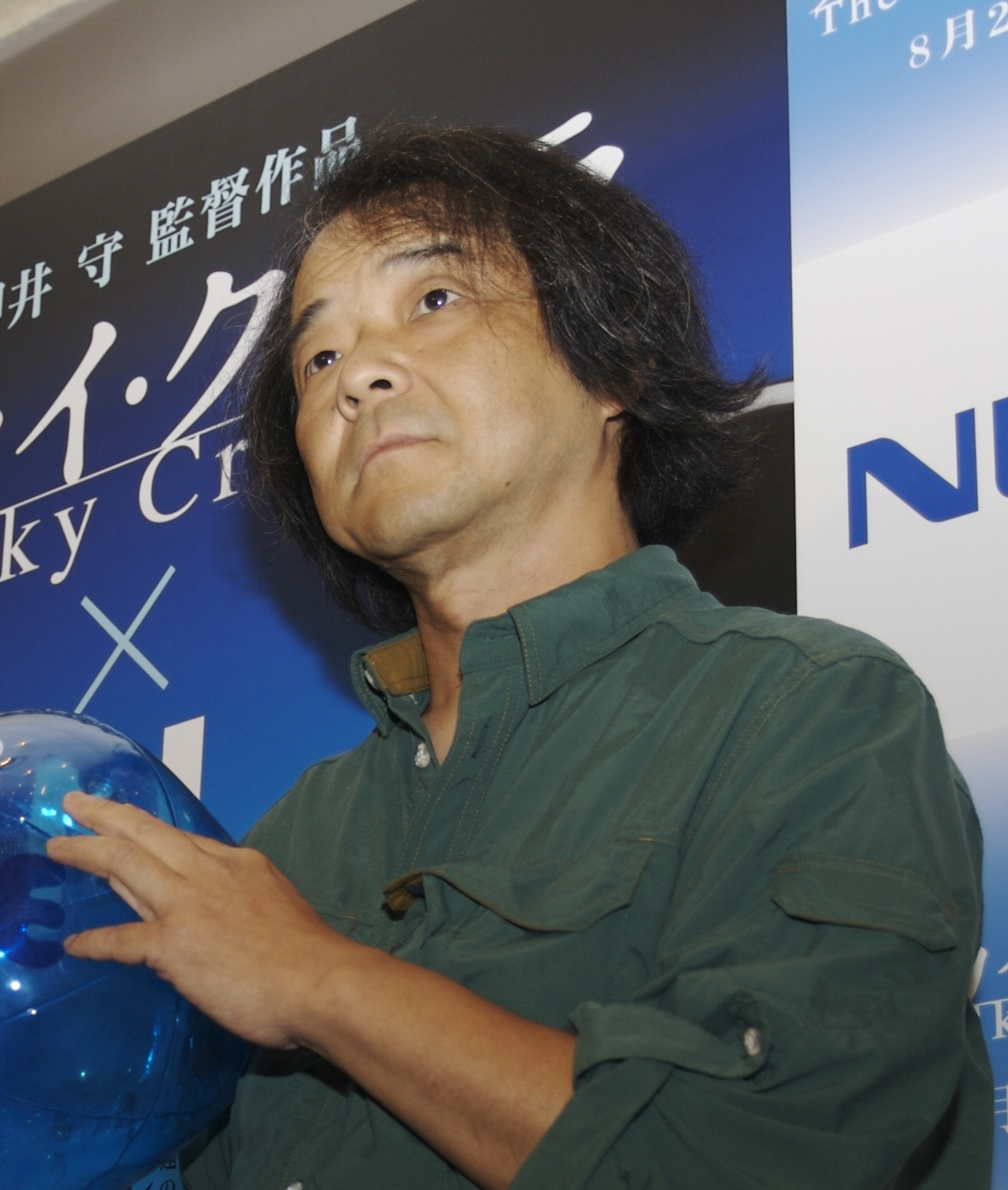
Ghost in the Shell fue dirigida por Mamoru Oshii.

## Sonido y música
La grabación de la banda sonora de Ghost in the Shell se hizo con un estudio de alta tecnología para lograr un sonido superior a lo largo de la película. Se utilizó un espacializador para alterar el sonido, específicamente en las conversaciones cerebrales electrónicas, con el fin de modificar las voces.
El compositor Kenji Kawai fue contratado para la película. Para el tema principal, Kawai trató de imaginar el entorno y transmitir la esencia de ese mundo futurístico en la música. Utilizó la antigua lengua japonesa de Yamato en el tema de apertura «Making of a Cyborg». La composición es una mezcla de armonía búlgara y notas japonesas tradicionales. La interpretación del coro es una canción de boda cantada para alejar todas las influencias negativas. La directora de la orquesta, Sarah Penicka-Smith, señala que las letras de la canción son apropiadas para la unión entre Motoko Kusanagi y el Titiritero en el clímax de la película. Kawai originalmente quería usar cantantes de música folclórica búlgara, pero usó cantantes folclóricos japoneses en su lugar. El tema «See You Everyday» es diferente del resto de la banda sonora, siendo una canción pop cantada en cantonés por Fang Ka Wing. El tema de cierre utilizado originalmente fue la pieza «Reincarnation», pero para la versión en DVD de la Región 2 y el DVD de la Edición Especial de la Región 1 se utilizó el tema «One Minute Warning», compuesto por Passengers, una colaboración entre U2 y Brian Eno.

## Impacto cultural

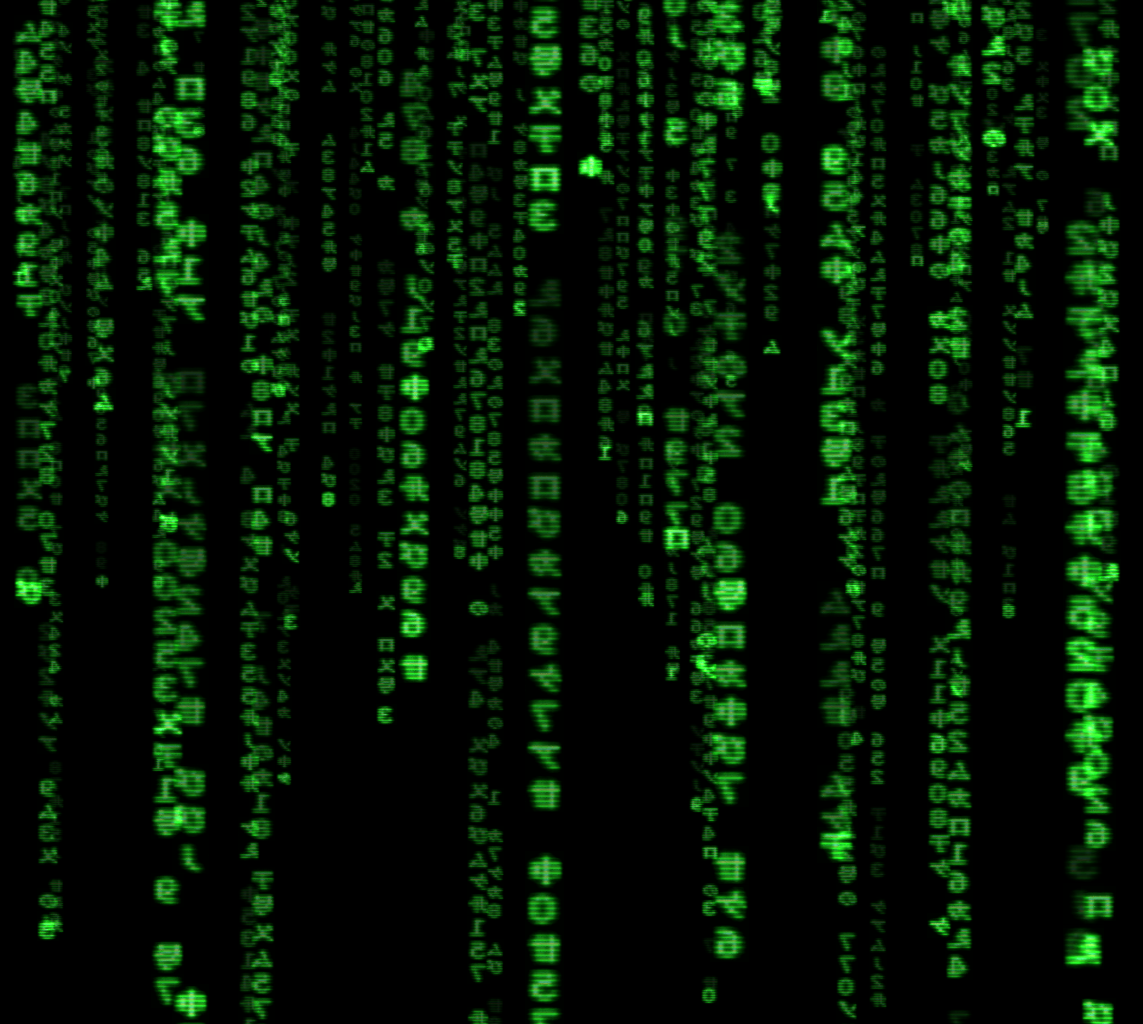
La «lluvia digital» de los títulos de crédito iniciales fue usada en la película The Matrix (1999) y sus secuelas.

Ghost in the Shell acabó siendo una marca y toda una franquicia. El mundo que imaginó Shirow dio lugar a varios mangas, películas, series de televisión, OVAs e incluso tres videojuegos. La película ha influenciado además a una serie de prominentes cineastas. Las Hermanas Wachowski, creadoras de The Matrix y sus secuelas, tomaron varios elementos de la película, incluyendo la «lluvia digital», inspirada de los créditos iniciales de Ghost in the Shell, y la forma en que la gente accedía a la Matrix a través de agujeros en la parte posterior de su cuello. Otros paralelismos se han tomado para la película Avatar de James Cameron, y también en el film A.I. Inteligencia artificial, de Steven Spielberg, o en Surrogates, de Jonathan Mostow.

## Ghost in the Shell 2.0
Ghost in the Shell 2.0 constituye una versión remasterizada de la película de 1995. Fue lanzada en el año 2008 con adición de efectos digitales, cambios de color en la fotografía y el diseño gráfico y algunas animaciones en CGI que reemplazan las animaciones tradicionales en 2D del film original, creando en suma una revisión gráfica alternativa de la película. Incluye sonido 6.1, aunque no incluye todas las voces originales.

## Recepción
La película se estrenó en Japón el 18 de noviembre de 1995 y en España el 27 de noviembre de 2002. Siete años después de que Akira se estrenara en los cines de Japón, Ghost in the Shell acabaría definitivamente por derrumbar los muros occidentales. Según Sensacine, «el anime de ciencia ficción es fascinante e impresionante en cualquier aspecto, incluso en el ámbito intelectual sobre las consecuencias de la informatización y robotización que hay en un mundo futuro como el descrito en la película».

## Premios
- 1996: Yokohama Film Festival: Mejor Guion (Kazunori Itô)
- 1997: Fantasporto: mención especial al Premio Internacional
- 1997: Festival de Cine de Gérardmer: mención especial
- 1997: Premio World Animation Celebration a Mejor Película
- 1997: Premio World Animation Celebration al Mejor Director de Animación (Mamoru Oshii)